# カザテノーヴォ
カザテノーヴォ（伊: Casatenovo）は、イタリア共和国ロンバルディア州レッコ県にある、人口約13,000人の基礎自治体（コムーネ）。

## 地理

### 位置・広がり
レッコ県南部のコムーネ。県都レッコから南南西へ19kmの距離にある。

#### 隣接コムーネ
隣接するコムーネは以下の通り。括弧内のBGはモンツァ・エ・ブリアンツァ県所属を示す。
- ベザーナ・イン・ブリアンツァ (MB)
- カンパラーダ (MB)
- コッレッツァーナ (MB)
- レズモ (MB)
- ロマーニャ
- ミッサーリア
- モンティチェッロ・ブリアンツァ
- ウズマーテ・ヴェラーテ (MB)

### 気候分類・地震分類
気候分類では、zona E, 2581 GGに分類される。
また、イタリアの地震リスク階級 (it) では、zona 3 (sismicità bassa) に分類される。

## 行政

### 分離集落
カザテノーヴォには、以下の分離集落（フラツィオーネ）がある。
- Campofiorenzo, Cassina de' Bracchi, Galgiana, Rimoldo, Rogoredo, Valaperta